# Круш, Вириату да
Вириату Клементе да Круш (порт. Viriato Clemente da Cruz; 25 марта 1928, Кикуво, Порту-Амбойм, Португальская Ангола — 13 июня 1973, Пекин, Китайская Народная Республика) — ангольский поэт и политический деятель. Считается одной из важнейших фигур в ангольской поэзии своего времени. Писал стихи на португальском языке, некоторые из которых включают фразы на ангольском языке кимбунду из группы банту. Принимал участие в политической борьбе за освобождение Анголы от португальского владычества.

## Биография
Вириату да Круш родился 25 марта 1928 года в Порту-Амбоим (провинция Кванза-Сул). Он получил образование в Луанде — столице Анголы, которой тогда управляла Португальская империя. Уже в юношеском возрасте включился в антиколониальную борьбу. В 1948 году он участвовал в создании литературной группы «Движение новых интеллектуалов Анголы», издававшей журнал «Менсажень». Также вступил в Национальную африканскую лигу, а в период с 1948 по 1952 год состоял в Ассоциации коренных сыновей Анголы.
Страдая от туберкулёза, Да Круш в 1948—1949 годах уехал на юг Анголы. Там он написал стихи, сделавшие его важнейшим ангольским лирическим поэтом своего поколения. Вернувшись в столицу Луанду, был центральной фигурой в литературном журнале Mensagem, который развивал идею независимой ангольской нации. К началу 1950-х он бросил писать стихи, чтобы посвятить большую часть своего времени революционной, антиколониальной политике
В начале 1950-х годов Вириату да Круш активно участвовал в деятельности нелегальной националистической организации АНАНГОЛА. Он, а также другие радикальные члены ячейки Португальской коммунистической партии (ПКП) в Луанде, основали 12 ноября 1955 года Ангольскую коммунистическую партию. Круш (партийный псевдоним Арманду) был её генеральным секретарём и идеологом, однако КПА не стала полноценной партией, а вскоре объединилась с другой антиколониальной группой. В 1956 году в Луанде Круш написал манифест, который стал основополагающим документом этой новой организации — МПЛА (Народное движение за освобождение Анголы).
30 сентября 1957 года Да Круш, спасаясь от слежки со стороны спецслужбы ПИДЕ и уволившись с предприятия «Зингер» в Луанде, уехал в Лиссабон в надежде получить совет и поддержку от Португальской коммунистической партии, но его призыв о помощи остался без ответа. При этом он, эмигрировав в Португалию, стал одним из руководителей Дома студентов империи, а в 1958 году с Агостиньо Нето и Амилкаром Кабралом основал Центр Африканских исследований в Лиссабоне. В конце 1950-х годов салазаровский суд заочно приговорил Да Круша к 15 годам тюрьмы.
Да Круш отправился скитаться по европейским городам — Париж, Льеж, Восточный Берлин, Франкфурт, где Марио Пинту де Андраде и Лусио Лара внесли свой вклад в пересмотр его манифеста. В 1958 году они отправились в СССР, чтобы принять участие в Ташкентской конференции писателей Азии и Африки. Там китайская делегация пригласила М. де Андраде и В. да Круша посетить КНР и тамошнюю Конференцию писателей «третьего мира». В 1959 году он, а также Марселину душ Сантуш, Марио де Андраде и его брат, падре Жоаким Пинту де Андраде, участвовали во II Конгрессе чернокожих писателей и художников в Риме, во время которого встретились с одним из руководителей алжирского ФНО Францем Фаноном. На конференции в Тунисе в 1960 году Вириату да Круш стал первым, кто публично произнёс имя новой организации — Народное движение за освобождение Анголы — Партия труда.
В то время МПЛА базировалось не в Анголе, а в политической эмиграции — сначала в Конакри (столица Гвинеи), а затем в Леопольдвиле (ныне Киншаса, столица Демократической республики Конго). Обосновавшись в Конакри в 1960 году, Круш не только вместе с Л. Ларой и М. де Андраде представлял МПЛА за границей, но и стал генеральным секретарём МПЛА.
Однако уже через некоторое время развернулась острая идеологическая борьба между сторонниками Круша и другой частью руководства партии, в том числе с избранным в итоге её председателем Агостиньо Нето. Основным источником конфликта был вопрос расы. Хотя сам Круш был метисом (лицом смешанной расы), но считал, что руководящие должности в МПЛА должны быть зарезервированы за чернокожими африканцами. А Нето поддерживал в движении политику мультирасизма — начиная с 1962 года, набирал для работы в Центральном комитете МПЛА хорошо образованных метисов, а затем открыл партию для антиколониально настроенных белых ангольцев. На I Национальной конференции МПЛА в декабре 1962 года В. да Круша лишили поста генсека МПЛА («за систематические нарушения устава и за злоупотребления служебным положением, что привело к ослаблению внутренней безопасности и дисциплины в организации») и исключили из организации вместе с группой сторонников.
Вириату переехал в Алжир, где возглавил собственную фракцию МПЛА. В конце концов в 1966 году он отправился в Пекин. Китайское правительство приветствовало ангольского изгнанника, собиравшегося помочь принести в Африку маоистскую революцию. Впрочем, вскоре он впал в немилость китайского правительства из-за своей поддержки Лю Шаоци, заклемлённого Мао Цзэдуном как «каппутист» (сторонник капиталистического пути). Последние годы его жизни были несчастливыми и трудными. Круш хотел покинуть КНР и вернуться в Африку, но китайские власти не разрешили ему уехать, и он умер в Пекине в возрасте 45 лет. МПЛА никогда не признавала его роль как основного автора своего учредительного манифеста.